# Sacrifice (2009)
Sacrifice (2009) foi um evento em formato pay-per-view  promovido pela Total Nonstop Action Wrestling. Ocorreu no dia 24 de maio de 2009 no Impact! Zone em Orlando, Florida. Esta foi a quinta edição da cronologia do Sacrifice.
No evento principal Sting derrotou Mick Foley, Kurt Angle e Jeff Jarrett, com isto se tornou líder do The Main Event Mafia, Sting venceu ao derrotar Kurt Angle. Pela estipulação antes da luta caso Sting sofresse o "Pin" teria que encerrar sua carreira. Para os outros envolvidos havia uma estipulação diferente; Kurt Angle deixaria de ser o líder de The Main Event Mafia, Mick Foley perderia o TNA World Heavyweight Championship e Jeff Jarret perderia sua posição na administração da TNA.

## Resultados
| Pre-Show                       | Amazing Red derrotou Kiyoshi | Singles match                                                          | 07:02 |
| 1                              | Eric Young e Lethal Consequences (Jay Lethal e Consequences Creed) derrotaram Sheik Abdul Bashir e The Motor City Machineguns (Chris Sabin e Alex Shelley) | Six Man Tag Team match                                                 | 13:54 |
| 2                              | Taylor Wilde derrotou Daffney (com Abyss) | TNA Knockout Monster's Ball match                                      | 03:33 |
| 3                              | Suicide (c) vs. Daniels acabou sem vencedor. Com o resultado Suicide manteve o título.                                                                     | Singles match pelo TNA X Division Championship                         | 17:06 |
| 4                              | Angelina Love (c) derrotou Awesome Kong (com Raisha Saeed)                                                                                                 | Singles match pelo TNA Knockouts Championship                          | 05:56 |
| 5                              | Samoa Joe derrotou Kevin Nash | Singles match                                                          | 08:01 |
| 6                              | Beer Money, Inc. (Robert Roode e James Storm) derrotaram The British Invasion (Brutus Magnus e Doug Williams) (com Rob Terry).                             | Tag team match pela final do Team 3D Invitational Tag Team Tournament. | 10:44 |
| 7                              | A.J. Styles (c) derrotou Booker T. | "I Quit" match pelo TNA Legends Championship                           | 14:56 |
| 8                              | Sting derrotou Mick Foley (c), Kurt Angle e Jeff Jarrett                                                                                                   | Four Way Ultimate Sacrifice match                                      | 14:56 |
| (c) - Campeão(s) antes da luta | |                                                                        |       |

### Qualificação para o Team 3D Invitational Tag Team Tournament
|  | 1ª Rodada                                               | 1ª Rodada                                            | 1ª Rodada            |                      |     | Semi-finais | Semi-finais | Semi-finais |  |  | Final | Final | Final |  |
|  |                                                         |                                                      |                      |                      |     |             |             |             |  |  |       |       |       |  |
|  | Suicide e Amazing Red                                   | Suicide e Amazing Red                                | Pin                  |                      |     |             |             |             |  |  |       |       |       |  |
|  | Suicide e Amazing Red                                   | Suicide e Amazing Red                                | Pin                  |                      |     |             |             |             |  |  |       |       |       |  |
|  | The Motor City Machineguns (Chris Sabin e Alex Shelley) |                                                      |                      |                      |     |             |             |             |  |  |       |       |       |  |
|  |                                                         | Suicide e Amazing Red                                |                      |                      |     |             |             |             |  |  |       |       |       |  |
|  |                                                         |                                                      |                      |                      |     |             |             |             |  |  |       |       |       |  |
|  |                                                         |                                                      | The British Invasion | The British Invasion | Pin |             |             |             |  |  |       |       |       |  |
|  | The British Invasion (Brutus Magnus e Doug Williams)    | The British Invasion (Brutus Magnus e Doug Williams) | The British Invasion | The British Invasion | Pin | Pin         |             |             |  |  |       |       |       |  |
|  | The British Invasion (Brutus Magnus e Doug Williams)    | The British Invasion (Brutus Magnus e Doug Williams) |                      |                      |     |             |             |             |  |  |       |       |       |  |
|  | The Latin American Xchange (Homicide e Hernandez)       |                                                      |                      |                      |     |             |             |             |  |  |       |       |       |  |
|  |                                                         | The British Invasion                                 |                      |                      |     |             |             |             |  |  |       |       |       |  |
|  |                                                         |                                                      |                      |                      |     |             |             |             |  |  |       |       |       |  |
|  |                                                         |                                                      | Beer Money, Inc.     | Beer Money, Inc.     | Pin |             |             |             |  |  |       |       |       |  |
|  | Eric Young e Jethro Holliday                            | Eric Young e Jethro Holliday                         | Beer Money, Inc.     | Beer Money, Inc.     | Pin | Pin         |             |             |  |  |       |       |       |  |
|  | Eric Young e Jethro Holliday                            | Eric Young e Jethro Holliday                         |                      |                      |     |             |             |             |  |  |       |       |       |  |
|  | No Limit (Yujiro e Naito)                               |                                                      |                      |                      |     |             |             |             |  |  |       |       |       |  |
|  |                                                         | Jethro Holliday e Eric Young                         |                      |                      |     |             |             |             |  |  |       |       |       |  |
|  |                                                         |                                                      |                      |                      |     |             |             |             |  |  |       |       |       |  |
|  |                                                         |                                                      | Beer Money, Inc.     | Beer Money, Inc.     | Pin |             |             |             |  |  |       |       |       |  |
|  | Beer Money, Inc. (Robert Roode e James Storm)           | Beer Money, Inc. (Robert Roode e James Storm)        | Beer Money, Inc.     | Beer Money, Inc.     | Pin | Pin         |             |             |  |  |       |       |       |  |
|  | Beer Money, Inc. (Robert Roode e James Storm)           | Beer Money, Inc. (Robert Roode e James Storm)        |                      |                      |     |             |             |             |  |  |       |       |       |  |
|  | Lethal Consequences (Jay Lethal e Consequences Creed)   |                                                      |                      |                      |     |             |             |             |  |  |       |       |       |  |